# Doris Packer
Doris Packer est une actrice américaine née le 30 mai 1904 à Menominee, Michigan (États-Unis), morte le 31 mars 1979 à Glendale en Californie (États-Unis).

## Filmographie
- 1953 : Meet Me at the Fair : Mrs. Swaile
- 1955 : Teen-Age Crime Wave (en) Fred F. Sears : Juvenile Court judge
- 1956 : Quadrille d'amour (Anything Goes) : English Woman in Audience
- 1958 : Walt Disney Presents: Annette (série TV) : Helen Abernathy
- 1959 : Dobie Gillis (The Many Loves of Dobie Gillis) (série TV) : Clarice Armitage (1959-1960) / Mrs. Chatsworth (Clarissa) Osborne, Sr. (1960-1963)
- 1960 : Happy (en) (série TV) : Clara Mason
- 1962 : Bon voyage ! : Mrs. Henderson
- 1962 : Monsieur Hobbs prend des vacances (Mr. Hobbs Takes a Vacation) : Hostess
- 1965 : Tammy (série TV) : Mrs. Brent
- 1966 : Paradis hawaïen (Paradise, Hawaiian Style) : Mrs. Barrington
- 1967 : The Perils of Pauline : Mrs. Carruthers
- 1975 : Shampoo : Rosalind